# Liên đoàn bóng đá Hoàng gia Maroc
Liên đoàn bóng đá Hoàng gia Maroc (tiếng Pháp: Fédération royale marocaine de football; tiếng Ả Rập: الجامعة الملكية المغربية لكرة القدم) là tổ chức quản lý, điều hành các hoạt động bóng đá ở Maroc. Liên đoàn quản lý đội tuyển bóng đá quốc gia nam và nữ, tổ chức các giải bóng đá như vô địch quốc gia và cúp quốc gia. Liên đoàn bóng đá Maroc gia nhập FIFA và CAF cùng năm 1960.